# Cyrtandra gibbsiae
Cyrtandra gibbsiae är en tvåhjärtbladig växtart som beskrevs av Spencer Le Marchant Moore. Cyrtandra gibbsiae ingår i släktet Cyrtandra och familjen Gesneriaceae. Inga underarter finns listade i Catalogue of Life.